# Johann Ludwig Schmidt (Rechtswissenschaftler)

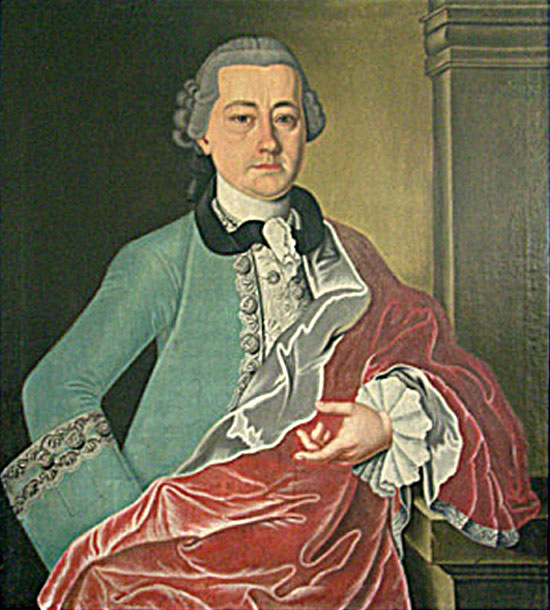
Johann Ludwig Schmidt

Johann Ludwig Schmidt auch: Schmid (* 22. April 1726 in Quedlinburg; † 2. August 1792 in Jena) war ein deutscher Rechtswissenschaftler.

## Leben
Johann Ludwig war der Sohn des Organisten an der St.-Benedict-Kirche in Quedlinburg Augustin Schmid (* 2. Juli 1692; † 17. Mai 1730 in Quedlinburg) und dessen am 30. Dezember 1717 in Quedlinburg geheirateten Frau Anna Margaretha Degen (* 16. März 1693 in Quedlinburg; † 20. Januar 1727 ebd.). Seine Mutter verlor er im ersten und seinen Vater dritten Lebensjahr. Als Waise wurde er von im Haushalt einer Tante seines Vaters aufgenommen, welche mit Christoph Schumann verheiratet war. Nach dem Besuch des Gymnasiums in Quedlinburg und wechselte er an das Waisenhaus in Glaucha bei Halle. Am 22. April 1745 bezog er die Universität Jena, wo er zunächst philosophische Studien bei Joachim Georg Darjes, Christian Gottlieb Buder  (1693–1763), Joachim Erdmann Schmidt (1710–1776), Georg Erhard Hamberger, Johann Ernst Basilius Wiedeburg und Lorenz Johann Daniel Suckow absolvierte.
Sich dem Studium der Rechtswissenschaften zuwendend frequentierte er zudem die Vorlesungen von Johann Caspar Heimburg, Johann August von Hellfeld, Johann Gottfried Schaumburg, Heinrich Brockes und Paul Wilhelm Schmid. Am 20. Oktober 1749 bestand er sein Advokatsexamen und war danach sieben Jahre als Hauslehrer tätig. Sich dem akademischen Leben widmend, verteidigte er am 27. November 1756 seine Abhandlung De praescriptione actionis pigneraticiae directae und wurde daraufhin zum Doktor der Rechte promoviert. Nachdem er sich am Vorlesebetrieb der Jenaer Hochschule beteiligt hatte, übernahm Schmidt 1763 eine außerordentliche Professur der Rechte und wurde Beisitzer des Schöppenstuhls.
1765 erfolgte seine Ernennung zum ordentlichen Professor der Rechtswissenschaften, am 14. Juni 1766 rückte er in die Professur der Instituten und wurde damit verbunden am 28. Juni desselben Jahres Assessor der Juristenfakultät, sowie des Jenaer Hofgerichts. 1771 ernannte man ihn zum Hofrat von Sachsen-Coburg und Meiningen, 1774 wurde er Professor der Pandekten und er war Mitglied der Teutschen Gesellschaft der höheren Wissenschaften in Jena. Zudem beteiligte er sich an den organisatorischen Aufgaben der Jenaer Salana. So war er einige Male Dekan und in den Sommersemestern 1769, 1775 Rektor der Alma Mater. Sein Hauptwerk ist ein Praktisches Lehrbuch von gerichtlichen Klagen und Einreden, welches mehrere Auflagen bis in die Mitte des neunzehnten Jahrhunderts erlebte und Verwendung fand.
Schmidt verheiratete sich am 3. September 1758 in Jena mit Johanna Friederica Wunderlich (* 3. September 1736 in Quedlinburg; † 29. Februar 1764 in Jena) die Tochter des Pfarrers Caspar Julius Wunderlich (* 24. Februar 1694 in Hamburg; † 23. Mai 1756 in Quedlinburg) und dessen am 4. Oktober 1729 in Hedersleben geheirateten Frau Anna Sophia Hettling (* September 1704 in Hedersleben; † 21. Juli 1760 in Quedlinburg). Von den Kindern kennt man die Tochter Sophia Friederica Schmidt (* 17. November 1759 in Jena) und den
Sohn Ernst Gottfried Schmidt (* 26. September 1763 in Jena; † 19. Oktober 1794 ebd.), welcher außerordentlicher Professor der Rechte in Jena wurde und sich am 4. November 1792 in Jena mit Anna Maria Dorothea Sonntag (* 23. Dezember 1766 in Jena; † 13. November 1799 ebd.) verheiratete.

## Werke (Auswahl)
- Diss. inaug. de praeseriptione actionis pignoratitiae directae. Jena 1756 (Präside Johann Caspar Heimburg, Online)
- Diss. de praescriptione feudali adquisitiva. Jena 1758 (Resp. Johann Caspar Habermann, Online)
- Disquisitio nodosae quaestionis: num is, a quo creditor ex pluribus sibi datis fiderassoribus partim debiti aceipit, solutione partis suae ita liberetur, ut postea ab eo residuum debiti plane exigi nequeat? Jena 1760 (Online)
- Processus fori in prineipatu Schwarzburgico-Rudolstadiensi, quondam ex Ordinatione processuali A. 1704 publicata, et novioribus quibusdam mandatis, tabulis ad imitationem D. Jo. Henr. Rotheri Statuae Mercurialis processualis delineatus, nunc aere expressus, curante etc. Rudolstadt und Leipzig 1762
- Diss. jur. principia generalia de fideiussore ex fideiussione in caussis tam civilibus, quam criminalibus, vel plane non vel etiam principaliter obligato, sistens. Jena 1762 (Resp. Friedrich Gottlob von Jemgumer Closter, Online)
- Ausführliche Abhandlung der strittigen Rechtsfrage: In was fur Münzsorten ist eine Geldschuld abzutragen? nebst einer Vorrede, worin zugleich von dem Nutzen der gemeinen Meynungen, und einer genauen Bibliothek in der Rechtsgelahrheit gehandelt wird. Jena 1763 (Online); Jena 1769 (Online); Jena 1782 (Online)
- Liber singularis de fideiussore plane non obligate. Von dem Bürgen, welcher dem Gläubiger gar nicht haftet. Jena 1763 (Online)
- Conspectus systematicus super Ge. Ad. Struvii Iurisprudentia Romano - Germanico - Forensi. Jena 1763
- Praecepta artis disputandi, quibus ad rite instituendas Disputationes iuridicas auditores suos nonnihil informare voluit. Jena 1763
- Diss. de remedio suspensivo in provocatione, praesertim protestatione quaesito. Pro Loco. Jena 1766 (Online)
- Comment. de fideiussore principaliter obligato. Von dem Bürgen, welcher dem Gläubiger noch vor Ausklagung des Hauptschuldners haftet, Jena 1767
- Systematica descriptio doctrinae de actionibus. Jena 1768
- Rechtliche Entscheidungen, wodurch zugleich seine Abhandlung von den Münzforten, in welchen eine Geldschuld abzutragen, praktisch erläutert wird; nebst beygefügten Münzverordnungen und einem vermehrten Verzeichniss hieher gehöriger Schriften. Jena 1769 (Online)
- Institutiones iuris civilis in formam artis redactae. Jena 1771
- Systematica descriptio suarum institutionum iur. civ. tabulis expressa. Jena 1772
- Progr. de remediis iuris, quae liberis institutis propter legitimam competunt. Jena 1773 (Dekanatsprogramm zur Promotion von Johann Karl Fürbringer (Gera), Online)
- Praktisches Lehrbuch von gerichtlichen Klagen und Einreden. Jena 1774; Jena 1778; Jena 1786; Jena 1792 (Online), Jena 1801 (Online); Jena 1803 (Online); Jena 1813 (Online); Jena 1845 (Online)
- Oeffentliche Rechtssprüche zur Erweiterung der praktischen Rechtsgelahrheit; nebst einer Vorrede, worinnen zugleich von der fürtrefflichen Nutzbarkeit eines kasuistischen Rechtskollegrams gehandelt wird. Jena 1777 (Online)
- Diss. de restiuitione in integrum, num sit benesicium reale, an personale. Jena 1777
- Opuscula de praescriptione, praesertim circa pignus, secundum omne ius, quo in Germania utimur, considerata. Jena 1780 (Online)
- Progr. I de iure quodam Nassovico, quod die Erkoberung dicitur. Jena 1783 (Dekanatsprogramm zur Promotion von Georg Christoph Wilhelm Völcker (* 22. November 1744 in Jena), Online)
- Progr. II de iure quodam Nassovico, quod die Erkoberung dicitur. Jena 1784 (Dekanatsprogramm zur Promotion von Paul Christian Nikolai Lembke, Online)
- Diss. de iis, quae ad exercendum ius retentionis necessaria sunt. Jena 1785
- Rechtliche Abhandlung von Separatisten in geistlichen und weltlichen Sachen. Jena 1788 (Online)
- Progr. Commentatio de interpellatione extraiudiciali ab interrumpenda praescriptione haud excludeuda. Jena 1788
- J. L. Schmidt’s hinterlassene Abhandlungen verschiedener praktischen Rechtsmaterien, grösstentheils mit Urtheilssprüchen der Juristenfakultät und des Schöppenstuhls zu Jena erläutert. Leipzig 1795, 2. Bde., (Herausgegeben von Johann Cristian Wilhelm Faselius; 1. Bd. Online; 2. Bd. Online)